# Miguel Roldan Ramalho Ortigão
Miguel Roldan Ramalho Ortigão (17 de Julho de 1887 - ?) foi um Governador Civil de Faro entre 3 de Dezembro de 1926 e 12 de Janeiro de 1928.
Casou com Maria Amélia Ferreira da Fonseca, com geração.